# Ljubljanski potniški promet
Ljubljanski potniški promet (kratica LPP) je javno prevozniško podjetje (družba z omejeno odgovornostjo), ki deluje v sklopu Javnega holdinga Ljubljana in primarno zagotavlja javni mestni in medkrajevni avtobusni prevoz v Ljubljani in njeni okolici.
Poleg tega podjetje ponuja tudi naročene avtobusne prevoze, servisiranje in popravila gospodarskih vozil in njihovih delov, tehnične preglede vozil in homologacije ter registracije vozil.

## Sedež podjetja
Sedež podjetja z upravno zgradbo, garažnimi površinami, s servisnimi delavnicami in stavbo tehničnih pregledov se nahaja v obsežnem kompleksu v Zgornji Šiški med Celovško, Litostrojsko in Cesto Ljubljanske brigade.

## Kratka zgodovina podjetja

#### Obdobje tramvajev (1901–1958)
Ko je v Ljubljani ob koncu 19. stoletja živelo okrog štirideset tisoč prebivalcev, se je mestna oblast odločila, da uvede javna »mehanizirana« prevozna sredstva. Zato je bila leta 1900 uradno ustanovljena Splošna maloželezniška družba, ki je skrbela za javni prevoz v mestu. Brez posebnih slovesnosti je tramvaj v Ljubljani uradno speljal 6. septembra leta 1901. Prvi dan so prodali kar 6400 voznih listkov. Splošna maloželezniška družba je bila leta 1901 v resnici zelo majhna, saj je premogla le 13 pogonskih voz, 1 prikolico in voz za soljenje cest v zimskem času, zaposlovala pa je 64 ljudi. V vsakem od pogonskih voz je bilo prostora za trideset ljudi (16 sedežev in 14 stojišč), tramvaji pa so dosegali hitrost do trideset kilometrov na uro. Do konca leta 1901 so ljubljanski tramvaji prevozili okrog 136.000 kilometrov in prepeljali 330.000 potnikov. Splošna maloželezniška družba, ki je upravljala s tramvaji v Ljubljani, je bila avstrijska zasebna delniška družba pod vodstvom tujega vlagatelja, nemškega podjetja Siemens & Halske. Po izteku petindvajsetletnega obratovanja cestne železnice je mestu končno pripadla pravica odkupiti tramvajsko podjetje.
Leta 1929 se je Splošna maloželezniška družba preimenovala v Električno cestno železnico (ECŽ) in po letu 1930 se je mesto pospešeno lotilo posodabljanja voznega parka in prog. Nakupili so nova in rabljena vozila, tako da je vozni park leta 1940 štel 52 enot, razširili so mrežo tramvajskih prog in središče povezali s predmestji ter preselili remizo in remontne delavnice iz Vodmata v Zgornjo Šiško ob Celovško cesto.
Med drugo svetovno vojno je tramvajski promet potekal brez večjih posebnosti. Vozila so bila opremljena z dvojezičnimi napisi, vozni čas je bil prilagojen policijski uri, primanjkovalo pa je rezervnih delov. Zanimivo je, da se je promet s tramvaji povečal, saj so se lahko italijanski vojaki prevažali brezplačno. Tramvajska proga do Šentvida je celo prečkala državno mejo, in sicer je bil na Celovški cesti postavljen mejni blok med Italijo in Nemčijo, vendar so Nemci promet tramvajev preko meje prepovedali, tako da so bile vožnje do Šentvida ukinjene oz. skrajšane od oktobra 1941 dalje.

#### Obdobje trolejbusov (1951–1971)
Po končani drugi svetovni vojni se je Ljubljana hitro širila in tramvaj ni več bil kos rastočim prevoznim potrebam v mestu. Ko so se pričeli uveljavljati osebni avtomobili, je bil to dodaten razlog za drugačno ureditev prometa po ljubljanskih ulicah, ki bi osebnim avtomobilom jemala manj voznih površin. Maja 1951 je Mestni ljudski odbor Ljubljana ustanovil komisijo, ki je pripravila predlog o prehodu mestnega prometa s tramvaja na trolejbus in avtobus. Prehod je bil postopen. Sredi petdesetih let so po ljubljanskih ulicah že redno vozili trolejbusi in prvi avtobusi, leta 1958, ko je tramvaj dokončno prenehal voziti, pa se je tedanja ECŽ preimenovala v Ljubljana-Transport. Tramvaj se je na svojo zadnjo vožnjo odpeljal 20. decembra 1958. Tako kot tramvaji so bili tudi trolejbusi na električni pogon in zato odvisni od napeljanih električnih vodov po mestu. V obratovanju so bile naslednje trolejbusne proge:
- proga št. 1 Vič–Vižmarje
- proga št. 6 Vič–Ježica
- proga št. 7 Litostroj–Ajdovščina
- proga št. 8 Litostroj–Črnuče

Izkušnje z obratovanjem trolejbusov niso bile najboljše. Tokovni odjemniki so se trolejbusom mnogokrat iztaknili iz kontaktne mreže in jih je bilo treba vsakič ponovno namestiti. Pozimi so bile dodatne težave zaradi snega in posipanja cest s soljo. Slana voda je namreč prihajala v stik z električno napeljavo in povzročala kratek stik. Dogajalo se je celo, da je bila pod napetostjo celotna karoserija trolejbusa. To so občutili vstopajoči potniki, ki jih je pošteno streslo, če so se le dotaknili kovinskih delov vozila. Zadnjič je trolejbus vozil po Ljubljani 4. septembra 1971 na progi št. 1, nakar so ga v celoti zamenjali avtobusi.

#### Obdobje avtobusov (1950–danes)
Šestdeseta in sedemdeseta leta 20. stoletja so prinesla nesluten razvoj mestnega javnega prometa in podjetje, ki se je leta 1971 preimenovalo v Viator, je svoje poslovanje postopoma razširilo po vsej Sloveniji. Razvoj ene dejavnosti se je nadaljeval v razvoj druge in tako so se iz mestnega prometa razvile dejavnosti medkrajevnega, tovornega in turističnega prometa, kar je spodbudilo razvoj turistično-agencijske dejavnosti, v nadaljevanju pa še izgradnjo in prevzem žičnic in pripadajočih objektov na Voglu, Veliki planini, Zatrniku, Španovem vrhu, Rakitni, v Martuljku.
Poleg prometa in turizma je nova dejavnost podjetja postala še gostinstvo. Od leta 1971 v podjetju javni prevoz opravljajo izključno z avtobusi. Tri leta kasneje je bila ustanovljena taksi služba (s prvimi rumenimi avtomobili Renault 12) in sposojevalnica avtomobilov. Leta 1977 se je Viator povezal s podjetjem SAP in nastalo je podjetje s skupnim imenom SOZD SAP-VIATOR, v okviru katerega je že delovala delovna organizacija Mestni potniški promet.
Sledile so nadaljnje združitve ter razdružitve in povezave med različnimi prometnimi, turističnimi in hotelskimi organizacijami po vsej Sloveniji in tako se je Viator 25. marca 1981 znašel v okviru SOZD INTEGRAL. V okviru slednjega se prvič pojavi današnje ime podjetja, in sicer kot delovna organizacija Ljubljanski potniški promet. Leta 1989 se je LPP odločil za izstop iz Integrala, saj v njegovem sestavu ni bilo več razvojnih možnosti za nadaljevanje dejavnosti javnega mestnega prometa za Ljubljano, njene prebivalce in obiskovalce ter njeno primestje. LPP je tako postal javno podjetje v službi prebivalcev glavnega mesta in vseh tistih, ki živijo v primestnih občinah.
V času osamosvojitvene vojne je veliko vozil sodelovalo v protitankovskih blokadah, ki so bile postavljene na mestnih vpadnicah in v bližini vojašnic in skladišč orožja. Nekaj vozil je bilo tedaj popolnoma uničenih oz. nepopravljivo poškodovanih (blokade na cesti proti Toškemu Čelu, Šmartinski cesti, Aškerčevi cesti).
Od leta 1994 LPP deluje kot javno podjetje, družba z omejeno odgovornostjo, v okviru Javnega holdinga Ljubljana. Po letu 2007 je prišlo do večje širitve mestnega avtobusnega omrežja, posodabljanja voznega parka s sodobnimi, okolju prijaznejšimi ekološkimi avtobusi, prenovljena sta bila tudi plačilni sistem in sistem napovedovanja avtobusnih prihodov ter uvedeni postajališčni vozni redi.
Skoraj nikoli v zgodovini podjetja se ni zgodilo, da bi javni avtobusni prevoz obstal za več kot nekaj ur oz. dni, daljša prekinitev je bila le med osamosvojitveno vojno ter zaradi razglašene epidemije bolezni Covid-19 od 16. marca 2020 do 11. maja 2020 in od 16. oktobra 2020 do 15. decembra 2020.

### Preglednica nekdanjih mestnih avtobusnih linij in posameznih voženj
| št.    | št.    | relacija                                                                                          | obdobje obratovanja                                                    | razlog ukinitve | razlog ukinitve |
| ------ | ------ | ------------------------------------------------------------------------------------------------- | ---------------------------------------------------------------------- | --- | --- |
| 1D     | 1D     | Mestni log – Dolgi most P+R                                                                       | 3. junij 2010 - 28. februar 2011                                       | nerentabilnost | nerentabilnost |
| 1D     | 1D     | Vižmarje – Mestni log – Dolgi most P+R                                                            | 11. maj 2015 - 7. julij 2020                                           | podaljšanje linije 1 iz Mestnega loga do Dolgega mostu P+R | podaljšanje linije 1 iz Mestnega loga do Dolgega mostu P+R |
| 1S     | 1S     | Nedeljski sejem – Mestni log – Vižmarje – Gameljne                                                | do 2. decembra 2012                                                    | podaljšanje linije 1B do novega obračališča pri Snagi | podaljšanje linije 1B do novega obračališča pri Snagi |
| 2      | 2      | Bavarski dvor > Moste > Štepanjsko naselje > Fužine > Nove Jarše odhod 3.15 (Del-sob), 4.15 (Ned) | do 31. avgusta 2009                                                    | podaljšanje linije N5 do Štepanjskega naselja | podaljšanje linije N5 do Štepanjskega naselja |
| 3      | 3      | Litostroj – Rudnik – Nedeljski sejem (Ned)                                                        | konec 90. let 20. stol.                                                | selitev bolšjega sejma z Rudnika v center mesta | selitev bolšjega sejma z Rudnika v center mesta |
| 3L     | 3L     | Tovarna LEK – Bavarski dvor odhod 22.05 (Del)                                                     | do 26. junija 2014                                                     | podaljšanje linije 18 in njenega obratovalnega časa | podaljšanje linije 18 in njenega obratovalnega časa |
| 4      | 4      | Moste – Žale – Ajdovščina – Moste                                                                 | začetek 60. let 20. stol. - 3. januar 1980                             | preusmeritev proge 2 do Novih Jarš, ki ni več krožna proga | preusmeritev proge 2 do Novih Jarš, ki ni več krožna proga |
| 7L     | 7L     | Pržan – Letališka                                                                                 | 2007 - 2024                                                            | podaljšanje linije 7 na Letališko cesto | podaljšanje linije 7 na Letališko cesto |
| 9a     | 9a     | Bavarski dvor – Trnovo                                                                            | 70. leta 20. stol.                                                     | podaljšanje proge s Kodeljevega do Štepanjskega naselja in uvedba obratovanja po 21. uri na vsej trasi                                                                                   | podaljšanje proge s Kodeljevega do Štepanjskega naselja in uvedba obratovanja po 21. uri na vsej trasi                                                                                   |
| 10     | 10     | Kongresni trg – Zadobrova                                                                         | sredina 50. let 20. stol. - 2. september 2007                          | spojitev s progo 15 v linijo 25 ukinitev končnega postajališča Kongresni trg in zapora mestnega središča za ves promet                                                                   | spojitev s progo 15 v linijo 25 ukinitev končnega postajališča Kongresni trg in zapora mestnega središča za ves promet                                                                   |
| 11     | 11     | Zalog > Polje > Zadobrova > Hrastje > Nove Jarše > Bavarski dvor odhod 3.45 (Del-sob)             | do 31. avgusta 2009                                                    | nerentabilnost voženj preko Sneberij | nerentabilnost voženj preko Sneberij |
| N11    | N11    | Bavarski dvor – Zalog                                                                             | proti koncu 2013                                                       | podaljšanje obratovalnega časa linije 11B, ki prevzame funkcijo nočne linije | podaljšanje obratovalnega časa linije 11B, ki prevzame funkcijo nočne linije |
| 12     | 12     | Bežigrad – Vevče                                                                                  | 1984 - 30. september 2024                                              | podaljšanje linije 24 iz Vevč po polovici trase linije 12 do Centra Stožice P+R | podaljšanje linije 24 iz Vevč po polovici trase linije 12 do Centra Stožice P+R |
| 14B    | 14B    | Savlje – Bokalce                                                                                  | 3. september 2007 - 7. maj 2016                                        | spojitev linij 14 (Savlje - Vrhovci) in 14B (Savlje - Bokalce) v eno linijo ter sprememba trase na območju Brda                                                                          | spojitev linij 14 (Savlje - Vrhovci) in 14B (Savlje - Bokalce) v eno linijo ter sprememba trase na območju Brda                                                                          |
| Z14    | Z14    | Trg OF – Tehnološki park                                                                          | 20. januar 2014 - maj 2014                                             | uvedena zaradi obvoza linij 14 in 14B ob zapori Ceste na Brdo | uvedena zaradi obvoza linij 14 in 14B ob zapori Ceste na Brdo |
| 15     | 15     | Bavarski dvor – Medvode                                                                           | sredina 50. let 20. stol. - 2. september 2007                          | spojitev s progo 10 v linijo 25 ukinitev končnega postajališča Bavarski dvor | spojitev s progo 10 v linijo 25 ukinitev končnega postajališča Bavarski dvor |
| 16     | 16     | Gameljne – (Brod – Vižmarje) – Bavarski dvor                                                      | 1971 - 2. september 2007                                               | spojitev s progo 21 v liniji 26 (Del-sob) in 26B (Del) podaljšanje linije do Bežigrada (Železne ceste) in preštevilčenje v linijo 26C (Ned) ukinitev končnega postajališča Bavarski dvor | spojitev s progo 21 v liniji 26 (Del-sob) in 26B (Del) podaljšanje linije do Bežigrada (Železne ceste) in preštevilčenje v linijo 26C (Ned) ukinitev končnega postajališča Bavarski dvor |
| 17     | 17     | Trg osvoboditve – Fužine                                                                          | 4. januar - 17. oktober 1983                                           | podaljšanje proge 20 z Bavarskega dvora do Fužin | podaljšanje proge 20 z Bavarskega dvora do Fužin |
| 17     | 17     | Trnovo – Barje                                                                                    | 3. september 1984 - 1988                                               | podaljšanje proge 19 z Bavarskega dvora do Barja | podaljšanje proge 19 z Bavarskega dvora do Barja |
| 17     | 17     | Letališka – Fužine (Del-sob)                                                                      | 1. april 1992 - 1. junij 1996                                          | nerentabilnost, preusmeritev skozi razvijajoči se BTC do Kongresnega trga | nerentabilnost, preusmeritev skozi razvijajoči se BTC do Kongresnega trga |
| 17     | 17     | Kongresni trg – BTC – Letališka (Del-sob)                                                         | 1. julij 1996 - 1. september 2007                                      | podaljšanje s Kongresnega trga do nakupovalnega središča Rudnik in preštevilčenje v linijo 27                                                                                            | ukinitev končnih postajališč v centru mesta |
| 17     | 17     | Kongresni trg – Kolosej (Ned)                                                                     | 2001 - 2. september 2007                                               | skrajšanje od Kongresnega trga do Pošte in preštevilčenje v linijo 27K | ukinitev končnih postajališč v centru mesta |
| 19     | 19     | Tomačevo – Barje                                                                                  | 1988 - 2011                                                            | uvedba linij 19B in 19I, linija 19 se občasno uvede ob obvozih na območju Črne vasi ali Ižanske ceste                                                                                    | uvedba linij 19B in 19I, linija 19 se občasno uvede ob obvozih na območju Črne vasi ali Ižanske ceste                                                                                    |
| 19Z    | 19Z    | Notranje Gorice – Jezero                                                                          | 2021 - 2023                                                            | začasna linija v času obnove Črnovaške ceste in ukinitve linije 19B | začasna linija v času obnove Črnovaške ceste in ukinitve linije 19B |
| 19P    | 19P    | Ig AP – Iška vas                                                                                  |                                                                        | začasna linija zaradi obvoza/skrajšane trase linije 19I | začasna linija zaradi obvoza/skrajšane trase linije 19I |
| 21     | 21     | Ruski car – Šlandrova (IMP)                                                                       | 1980                                                                   | nerentabilnost | nerentabilnost |
| 21     | 21     | Bavarski dvor – Reaktor – Beričevo – Dol° (Del-sob)                                               | 1. oktober 1982 - 1. september 2007                                    | spojitev s progo 16 v linijo 26 | spojitev s progo 16 v linijo 26 |
| 21     | 21     | Bavarski dvor – Brnčičeva – Beričevo – Dol° (Del)                                                 | 1. oktober 1982 - 31. avgust 2007                                      | spojitev s progo 16 v linijo 26B | spojitev s progo 16 v linijo 26B |
| 21     | 21     | Gameljne – Ježica – Beričevo                                                                      | 2. marec 2015 - 30. september 2024                                     | uvedba linij 21D in 28 | uvedba linij 21D in 28 |
| 21Z    | 21Z    | Ježica – Šmartno Gameljne – Trata Vižmarje – Beričevo                                             | 2022 - 2024                                                            | začasne linije v času obnove Ceste Vstaje, in tudi posledično skrajšane trase linije 8                                                                                                   | začasne linije v času obnove Ceste Vstaje, in tudi posledično skrajšane trase linije 8                                                                                                   |
| 23     | 23     | Kolodvor – Živalski vrt (ZOO)                                                                     | 1. julij 2006 - 26. junij 2014                                         | podaljšanje linije 18 preko Večne poti do Kolodvora. | podaljšanje linije 18 preko Večne poti do Kolodvora. |
| 25B    | 25B    | Zadobrova – Bavarski dvor                                                                         | do marca 2014                                                          | spremenjen režim odhoda (v garažo) | spremenjen režim odhoda (v garažo) |
| 26     |        | Gameljne – Beričevo (Del-sob)                                                                     | 3. september 2007 - 23. junij 2008                                     | podaljšanje linije 8 in nova linija 21 predolga linija in prepoved voženj mestnih avtobusov po Štajerski cesti                                                                           | podaljšanje linije 8 in nova linija 21 predolga linija in prepoved voženj mestnih avtobusov po Štajerski cesti                                                                           |
| 26     | B      | Gameljne – Brnčičeva – Beričevo (Del)                                                             | 3. september 2007 - 23. junij 2008                                     | podaljšanje linije 8 in nova linija 21 predolga linija in prepoved voženj mestnih avtobusov po Štajerski cesti                                                                           | podaljšanje linije 8 in nova linija 21 predolga linija in prepoved voženj mestnih avtobusov po Štajerski cesti                                                                           |
| 26     | C      | Bežigrad (Železna cesta) – Gameljne (Ned)                                                         | 9. september 2007 - 25. junij 2008                                     | podaljšanje linij 1B in 1S | podaljšanje linij 1B in 1S |
| 26     | 26     | Ježica – Brnčičeva (Del-sob)                                                                      | 1. december 2014 - 2. marec 2015                                       | ponovno podaljšanje linije 8 na Brnčičevo | ponovno podaljšanje linije 8 na Brnčičevo |
| 27K    | 27K    | Bavarski dvor – BTC Kolosej - (BTC Atlantis)                                                      | 2001 - 26. julij 2015 - (25. junij 2023)                               | nerentabilnost | nerentabilnost |
| 28 28V | 28 28V | Kajuhova – Mali Lipoglav Kajuhova – Vevče – Mali Lipoglav                                         | 1. september 2009 - 31. avgust 2016 26. junij 2014 - 1. september 2014 | spojitev linij 28 in 29 v novo linijo 26 ter podaljšanje linije 24 do Vevč obratovala samo v času poletnih voznih redov 2014                                                             | spojitev linij 28 in 29 v novo linijo 26 ter podaljšanje linije 24 do Vevč obratovala samo v času poletnih voznih redov 2014                                                             |
| 29     | 29     | Kajuhova – Tuji Grm                                                                               | 1. september 2009 - 31. avgust 2016                                    | spojitev linij 28 in 29 v novo linijo 26 ter podaljšanje linije 24 | spojitev linij 28 in 29 v novo linijo 26 ter podaljšanje linije 24 |
| 62     | 62     | Vodice – Šinkov Turn – Polje – Vodice (Del)                                                       | 3. september 2012 - 2. november 2012                                   | sprememba linij 60 in 61 | sprememba linij 60 in 61 |
| 64     | 64     | Ljubljana – Letališče Brnik                                                                       | do 30. junija 2024                                                     | koncesijo za prevoze v gorenjski regiji prevzame Arriva | koncesijo za prevoze v gorenjski regiji prevzame Arriva |
| -      | -      | obračališče Rudnik – E. Leclerc                                                                   | februar - december 2001                                                | nerentabilnost, komercialna proga, financirana s strani podjetja E.Leclerc | nerentabilnost, komercialna proga, financirana s strani podjetja E.Leclerc |
| -      | -      | Kolodvor – Avtosejem (Ned)                                                                        | okoli 1990                                                             | nerentabilnost | nerentabilnost |
| -      | -      | Bavarski dvor – Goričane (Sob, Ned)                                                               | 13. julij - 8. september 1985                                          | kopalna proga (kopališče Na Sori) | kopalna proga (kopališče Na Sori) |

Legenda:
- Del → vozi od ponedeljka do petka
- Del-sob → vozi od ponedeljka do sobote
- Sob → vozi ob sobotah
- Ned → vozi ob nedeljah in praznikih
- ° → podaljšanje do Dola pri Ljubljani le septembra 2002

### Dosedanja poimenovanja podjetja
Podjetje je kar nekajkrat spremenilo ime, večinoma je šlo za spremembo v lastniški strukturi ali pa za uvajanje novih načinov prevoza potnikov po mestu.
- Allgemeine Oesterreichische Kleinbahngesellschaft (slov. Družba malih železnic) (6. september 1901–1927)
- Splošna maloželezniška družba d.d. (1927–1929)
- Električna cestna železnica (1929–1958)
- Ljubljana-Transport (1958–1971)
- Viator (1971–1977)
- SOZD SAP-VIATOR (1977–1981)
- SOZD INTEGRAL (1981–1989)
- Ljubljanski potniški promet (1989–danes)

### Tabela prepeljanih potnikov v MPP
Po uvedbi novega plačilnega sistema leta 2010 so številke prepeljanih potnikov natančne, predtem so bile ocene približne.
| leto | št. potnikov |
| ---- | ------------ |
| 1901 | 326.864      |
| 1902 | 792.826      |
| 1903 | 929.349      |
| 1908 | 1.015.144    |
| 1929 | 2.860.000    |
| 1930 | 3.173.760    |
| 1931 | 5.447.700    |
| 1932 | 6.786.942    |
| 1933 | 5.112.588    |
| 1934 | 4.837.880    |
| 1939 | 9.236.140    |
| 1940 | 11.116.887   |
| 1941 | 12.830.528   |
| 1942 | 18.473.313   |
| 1943 | 26.122.807   |
| 1944 | 19.632.698   |
| 1946 | 26.172.040   |
| 1947 | 29.094.240   |
| 1950 | 45.028.499   |
| 1975 | 74.000.000   |
| 1980 | 97.500.000   |
| 1982 | 121.000.000  |
| 1983 | 130.000.000  |
| 1985 | 160.000.000  |
| 1995 | 111.000.000  |
| 2005 | 92.000.000   |
| 2010 | 42.202.516   |
| 2011 | 41.050.121   |
| 2012 | 39.437.496   |
| 2013 | 40.631.366   |
| 2014 | 39.838.115   |
| 2015 | 37.928.067   |
| 2016 | 37.790.716   |
| 2017 | 37.460.996   |
| 2018 | 36.988.034   |
| 2019 | 36.347.028   |
| 2020 | 16.090.625   |
| 2021 | 19.086.895   |
| 2022 | 28.050.798   |
| 2023 | 34.368.492   |
| 2024 | ?            |

## Mestni potniški promet
Mestni potniški promet je javna služba, ki se izvaja po vnaprej objavljenih trasah in voznih redih. Trenutno obratuje 32 linij v skupni dolžini 460 kilometrov. Pokrivajo približno 97% urbanega območja Mestne občine Ljubljana, kar pomeni, da je 97% ljubljanskih gospodinjstev oddaljenih od najbližjega postajališča manj kot 500 metrov.

### Avtobusne linije
Avtobusi povezujejo središče mesta z mestnimi predeli in obrobnimi naselji znotraj meja Mestne občine Ljubljana, nekatere linije pa se končujejo tudi na področjih sosednjih občin.
Take linije so 15, 25 in 30 v Občini Medvode, 30, 60 in 61 v Občini Vodice, 12D in 21D v Občini Domžale, 3B in N3B v Občini Škofljica, 3G v Občini Grosuplje, 19I v Občini Ig, 6B in 19B v Občini Brezovica, 51, 52 in 53 v Občini Dobrova - Polhov Gradec ter 56 v Občini Horjul.

#### Preglednica linij in režim obratovanja
| št.         | relacija | delavnik                                                                            | sobota                                             | nedelja in praznik                          |
| ----------- | --- | ----------------------------------------------------------------------------------- | -------------------------------------------------- | ------------------------------------------- |
| 1           | DOLGI MOST P+R – STANEŽIČE P+R                                                                                                   | 04:55 - 23:05                                                                       | 04:58 - 23:05                                      | /                                           |
| 1B          | DOLGI MOST P+R – Stanežiče P+R – GAMELJNE                                                                                        | /                                                                                   | /                                                  | 05:50 - 22:50                               |
| N1          | BAVARSKI DVOR – STANEŽIČE P+R BAVARSKI DVOR – Stanežiče P+R GAMELJNE BROD – Stanežiče P+R – BAVARSKI DVOR                        | BD: 04:30, 05:00 22:30 - 00:34 BR: 04:02, 04:32                                     | BD: 04:30, 05:00 22:30 - 00:34 BR: 04:02, 04:32    | / BD: 05:30, 06:00 BR: 05:02, 05:32         |
| 2           | ZELENA JAMA – NOVE JARŠE | 04:02 - 00:25                                                                       | 04:02 - 00:25                                      | 05:02 - 00:25                               |
| 3 3B N3 N3B | LITOSTROJ – RUDNIK LITOSTROJ – ŠKOFLJICA LITOSTROJ – Bavarski dvor – RUDNIK (→) BAVARSKI DVOR – RUDNIK BAVARSKI DVOR – ŠKOFLJICA | 05:28 - 20:32 05:00 - 20:58 L: 20:46 21:00 - 00:15 BD: 04:30, 05:00, 21:20 Š: 21:12 | 05:13 - 20:41 / L: 20:46 04:12-05:12&21:00-00:15 / | 06:05 - 20:54 / / 05:12-06:12&20:40-00:15 / |
| 3G          | BEŽIGRAD (Železna) – GROSUPLJE                                                                                                   | 04:19 - 00:25                                                                       | 04:49 - 00:25                                      | 04:49 - 00:35                               |
| 5 N5        | PODUTIK – ŠTEPANJSKO NASELJE PODUTIK – Bavarski dvor – ŠTEPANJSKO NASELJE                                                        | 05:02 - 20:54                                                                       | 05:05 - 20:50                                      | 06:10 - 20:54                               |
| 5 N5        | PODUTIK – ŠTEPANJSKO NASELJE PODUTIK – Bavarski dvor – ŠTEPANJSKO NASELJE                                                        | 04:12 - 05:15 & 20:40 - 00:17                                                       | 04:12 - 05:15 & 20:40 - 00:17                      | 05:12-06:15 & 20:40-00:17                   |
| 6           | DOLGI MOST P+R – ČRNUČE | 04:13 - 00:16                                                                       | 04:13 - 00:16                                      | 05:13 - 00:16                               |
| 6B          | BEŽIGRAD (Železna) – NOTRANJE GORICE                                                                                             | 04:55 - 23:07                                                                       | 05:32 - 23:11                                      | 05:40 - 23:06                               |
| 7           | LETALIŠKA P+R – PRŽAN | 04:58 - 22:50                                                                       | 04:55 - 22:50                                      | 05:55 - 22:50                               |
| 8 8B        | GAMELJNE – BRNČIČEVA GAMELJNE – BAVARSKI DVOR (→)                                                                                | 04:58 - 22:33                                                                       | 05:00 - 22:38                                      | /                                           |
| 8 8B        | GAMELJNE – BRNČIČEVA GAMELJNE – BAVARSKI DVOR (→)                                                                                | GM: 21:51                                                                           | GM: 22:00                                          | /                                           |
| 9           | BARJE P+R – ŠTEPANJSKO NASELJE                                                                                                   | 05:01 - 22:47                                                                       | 05:00 - 22:47                                      | 05:58 - 22:47                               |
| 10          | ZADOBROVA – BESNICA obračališče ZADOBROVA – BESNICA – TUJI GRM (v času poletnih počitnic)                                        | 05:20 - 15:50 ZK: 19:15 BK: 19:50                                                   | /                                                  | /                                           |
| 11 11B      | JEŽICA P+R – ZALOG BEŽIGRAD (Železna) – ZALOG                                                                                    | 04:42 - 21:28                                                                       | /                                                  | /                                           |
| 11 11B      | JEŽICA P+R – ZALOG BEŽIGRAD (Železna) – ZALOG                                                                                    | 03:48-05:28 & 20:06-00:33                                                           | 03:48-04:58 & 20:06-00:33                          | 04:48-06:28 & 20:06-00:33                   |
| 12D         | BEŽIGRAD (Železna) – DOMŽALE | 05:00 - 23:05                                                                       | 05:00 - 23:05                                      | 06:00 - 23:05                               |
| 13          | CENTER STOŽICE P+R – SOSTRO | 05:04 - 23:03                                                                       | 05:05 - 23:03                                      | 06:00 - 23:03                               |
| 14          | SAVLJE – BOKALCE | 04:58 - 22:58                                                                       | 05:00 - 22:58                                      | 05:50 - 22:58                               |
| 15          | STANEŽIČE naselje – SORA obračališče                                                                                             | 05:45 - 21:51                                                                       | /                                                  | /                                           |
| 16          | TRNOVO – ČRNI LOG | 04:50 - 16:01 16:10 - 22:53 (K)                                                     | /                                                  | /                                           |
| 18 18L      | KOLODVOR – ZOO – CENTER STOŽICE P+R KOLODVOR – ZOO – LITOSTROJSKA KOLODVOR – ZOO – LITOSTROJ                                     | 05:05 - 22:24 07:12 - 19:32 /                                                       | / 05:55 - 20:57 /                                  | / 08:30 - 19:58 20:27 - 22:26               |
| 19B 19I     | TOMAČEVO – JEZERO TOMAČEVO – IŠKA VAS obračališče                                                                                | 04:52 - 23:07 04:40 - 23:02                                                         | 05:30 - 23:02 04:45 - 23:08                        | 05:46 - 23:02 05:50 - 23:08                 |
| 20 20Z      | NOVE STOŽICE P+R – FUŽINE P+R NOVE STOŽICE P+R – Fužine P+R – ZALOG                                                              | 04:59 - 22:45                                                                       | /                                                  | /                                           |
| 20 20Z      | NOVE STOŽICE P+R – FUŽINE P+R NOVE STOŽICE P+R – Fužine P+R – ZALOG                                                              | /                                                                                   | 04:50 - 23:05                                      | 05:20 - 23:05                               |
| 21D         | JEŽICA – DOMŽALE | 04:55 - 21:18 21:48 - 23:03                                                         | 05:40 - 21:33 21:48 - 23:03                        | /                                           |
| 22          | KAMNA GORICA – FUŽINE P+R | 05:00 - 22:54                                                                       | /                                                  | /                                           |
| 23          | KAMNA GORICA – PODUTIK | 07:05 - 21:57 (K)                                                                   | /                                                  | /                                           |
| 24          | BTC ATLANTIS – CENTER STOŽICE P+R                                                                                                | 05:20 - 23:05                                                                       | 05:00 - 22:11                                      | 06:00 - 22:11                               |
| 25          | ZADOBROVA – MEDVODE naselje | 04:54 - 23:09                                                                       | 04:58 - 23:09                                      | 05:58 - 23:09                               |
| 26          | MALI LIPOGLAV – ZD Polje – TUJI GRM MALI LIPOGLAV – ZD Polje (v času poletnih počitnic)                                          |                                                                                     | /                                                  | /                                           |
| 27          | VEVČE – BTC – NS RUDNIK | 04:45 - 22:44                                                                       | 04:55 - 22:35                                      | /                                           |
| 28          | GAMELJNE – ČRNUČE | 05:15 - 16:02 16:22 - 22:05 (K)                                                     | /                                                  | /                                           |
| 30          | VODICE – MEDVODE | 05:00 - 22:20                                                                       | /                                                  | /                                           |
| 51          | LJUBLJANA – POLHOV GRADEC | 5.00 - 22.30                                                                        | 6.10 - 14.45 & 18.45 - 19.30                       | 8.30 - 14.55                                |
| 52          | POLHOV GRADEC – ČRNI VRH | 5.20 - 21.24                                                                        | -                                                  | 9.05 - 14.30                                |
| 53          | POLHOV GRADEC – SUHI DOL | 5.45 - 16.21                                                                        | -                                                  | -                                           |
| 56          | LJUBLJANA – HORJUL | 4.30 - 22.25                                                                        | 5.00 - 14.30 & 19.00 - 20.00                       | 7.00 - 12.45                                |
| 60          | LJUBLJANA – Vodice – POLJE obračališče                                                                                           | 4.50 - 22.25                                                                        | 5.00 - 14.30                                       | -                                           |
| 61          | VODICE – Polje obračališče – VODICE                                                                                              | 7.00 - 8.05 & 12.19 - 15.19                                                         | -                                                  | -                                           |

Legenda:
- Število odhodov iz postajališč:
- L = LITOSTROJ
- BD = BAVARSKI DVOR
- BR = BROD
- Š = ŠKOFLJICA
- GM = GAMELJNE
- ZK= ZADOBROVA (na klic)
- BK= BESNICA obr. (na klic)

- Ostalo:
- K = prevoz na klic
- (→) = enosmerna linija

### Shema linij
- Shema dnevnih linij
- Shema nočnih linij

### Spremljanje prihodov avtobusov
Razvitih je nekaj aplikacij za pregledovanje prihodov avtobusov, ki so na voljo tako na sistemih Android in iOS kot na spletu.
- Uradna spletna aplikacija LPP (Splet)
- Busko (Android | iOS | Splet | Pregled)
- Ljubljana Bus (iOS | Android)
- Urbana Ljubljana (Android | iOS)
- LPP vozni red (Android)
- Avtobusi LPP (Android | Splet)

Na spletni tržnici za Android Google Play je na voljo še več aplikacij.

### Avtobusi v mestnem potniškem prometu
V voznem parku mestnega potniškega prometa je trenutno 213 mestnih avtobusov v treh izvedbah vozil, in sicer 18 mini oz. midi, 58 enojnih in 137 zgibnih oz. zglobnih avtobusov. Enojni nizkopodni avtobusi so dolžine 12 metrov, zgibni nizkopodni avtobusi pa so dolžine 18 metrov.
Povprečna starost vozil je 10,95 let; 214 vozil je klimatiziranih, 179 jih ima videonadzorni sistem, 214 vozil je s prostorom za osebe z oviranostmi in otroške vozičke, 212 vozil je z zvočnimi napovedniki, namenjenimi slepim in slabovidnim, 184 vozil je opremljenih z vstopno klančino za potnike na invalidskih vozičkih in potnike z otroškimi vozički.
Mini in midi avtobusi obratujejo na linijah št. 10, 15, 16, 21D, 23, 24, 26, 28 in 30, ob sobotah, nedeljah in praznikih tudi na linijah št. 12D, 13, 18, 18L, 19B in 19I.
Enojni avtobusi praviloma obratujejo na linijah št. 2, 12D, 15, 16, 18, 18L, 19B, 19I, 21D, 22, 24, 26, 27, 28 in 30, ob sobotah, nedeljah in praznikih tudi na linijah št. 3, N3, 5, N5, 6B, 9, 13, 14 in 25.
Zgibni avtobusi praviloma obratujejo na linijah št. 1, 1B, N1, 3, 3B, N3, N3B, 5, N5, 6, 6B, 7, 8, 8B, 9, 11, 11B, 13, 14, 20, 20Z, 25 in 27.

#### Preglednica vozil

##### eUrban / Prijatelj Kavalir
| št. vozil | model             | avtomobil  |  | leto proizvodnje in garažna številka | slika |
| --------- | ----------------- | ---------- |  | ------------------------------------ | ----- |
| 20        | Volkswagen e-Golf | nizkopodni |  | 2016: E01–E20                        |       |
| 1         | Opel Vivaro       | nizkopodni |  | 2024: E21                            |       |
| 1         | Peugeot Expert    | nizkopodni |  | 2025: E22                            |       |

##### Kavalir
| št. vozil | model                                                         | tip vozila |  | leto proizvodnje in garažna številka           | slika |
| --------- | ------------------------------------------------------------- | ---------- |  | ---------------------------------------------- | ----- |
| 8         | Italcar Attiva (odprti tip) Esagono Energia Geco (zaprti tip) | nizkopodni |  | 2013: K03 2015: K04 2017: K06 ?: K08 2022: K09 |       |

##### Midi avtobusi
| št. vozil | model                     | tip vozila – mini / midi                    |  | leto proizvodnje in garažna številka | slika |
| --------- | ------------------------- | ------------------------------------------- |  | --- | ----- |
| 10        | Feniksbus FBI 83 M – 8,3m | visokopodni (nizkopoden pri zadnjih vratih) |  | 2012: 066 – dizel (1) 2013: 067 – CNG (1) 2014: 068 – CNG (1) 2015: 069, 071, 072 – dizel (3) 2016: 073, 074 – CNG (2) 2018: 075, 076 – CNG (2) |       |
| 4         | Otokar Vectio C – 9,3m    | nizkopodni                                  |  | 2015: 080–083 |       |
| 2         | Otokar Vectio U – 9,3m    | visokopodni                                 |  | 2018: 084, 085 |       |
| 2         | MAN TGE City – 7m         | nizkopodni                                  |  | 2022: 061, 062 |       |

##### Enojni avtobusi
| št. vozil | model                              | tip vozila – enojni |             | leto proizvodnje in garažna številka          | slika |
| --------- | ---------------------------------- | ------------------- | ----------- | --------------------------------------------- | ----- |
| 6         | MAN NL 223 (A21)                   | nizkopodni          |             | 2003: 137–142                                 |       |
| 1         | Mercedes-Benz Citaro FL (O 530)    | nizkopodni          |             | 2007: 162                                     |       |
| 6         | Mercedes-Benz Conecto (O 345)      | nizkopodni          | 164 165–169 | 2007: 164 (1) 2009: 165 (1) 2010: 166–169 (4) |       |
| 23        | Irisbus IVECO Citelis 12m CNG      | nizkopodni          |             | 2011: 100–119 (20) 2013: 120–122 (3)          |       |
| 5         | IVECO Crossway LE 12m              | nizkopodni          |             | 2016: 190–194                                 |       |
| 17        | Mercedes-Benz Citaro C2 NGT Hybrid | nizkopodni          |             | 2019: 123–130, 170–178                        |       |

##### Zgibni avtobusi
| št. vozil | model                                    | tip vozila – zgibni |                 | leto proizvodnje in garažna številka                                                                | slika |
| --------- | ---------------------------------------- | ------------------- | --------------- | --------------------------------------------------------------------------------------------------- | ----- |
| 19        | MAN NG 312 (A11)                         | nizkopodni          | 385–408 409–419 | 1997: 385 (1) 1998: 391–393, 396, 399, 400, 402, 405, 406, 408 (10) 2000: 409–411, 414, 416–419 (8) |       |
| 10        | MAN NG 313 (A23)                         | nizkopodni          |                 | 2003: 420–422, 424–428, 430, 432                                                                    |       |
| 11        | Mercedes-Benz Citaro G (O 530 G)         | nizkopodni          |                 | 2006: 208–218                                                                                       |       |
| 1         | MAN Lion's City GL (NG 313, A23) 18,75 m | nizkopodni          |                 | 2007: 433                                                                                           |       |
| 16        | MAN Lion's City G (NG 313, A23)          | nizkopodni          |                 | 2008: 434–449                                                                                       |       |
| 29        | Mercedes-Benz Conecto G (O 345 G)        | nizkopodni          |                 | 2009: 219–222 (4) 2010: 223–247 (25)                                                                |       |
| 1         | IVECO Citelis 18m CNG                    | nizkopodni          |                 | 2013: 450                                                                                           |       |
| 40        | MAN Lion's City G CNG (A23)              | nizkopodni          |                 | 2014: 451–460 (10) 2016: 461–490 (30)                                                               |       |
| 10        | MAN Lion's City 18 G (EfficientHybrid)   | nizkopodni          |                 | 2022: 300–309                                                                                       |       |

### Preizkusni avtobusi
V podjetju občasno v rednem prometu preizkušajo najnovejše mestne avtobuse. V zadnjih letih so bili na preizkušnji naslednji avtobusi:
- Ikarus 80e (december 2024)
- Mercedes-Benz eCitaro (17. - 22. maj 2024)
- BYD eBus B18 (maj 2024)
- Feniksbus FBI 90 (električni; 3. april 2024)
- Higer KLQ6186GEV (februar 2023)
- Caetano Toyota H2.City Gold (september 2022)
- Iveco Bus e-Way (junij 2022)
- MAN Lion's City 12 E (december 2020)
- Scania Citywide Suburban LE CNG 15m (maj 2018; na linijah 3G in 47)
- Solaris Urbino 12 Electric (oktober 2017)
- Iveco Urbanway CNG (april 2017)
- Iveco Urbanway Hybrid (februar 2017)
- Iveco Urbanway CNG (maj 2016)
- Iveco Crossway LE City 10,8m (marec 2016)
- Volvo 7700 Hybrid (april - maj 2015)
- Iveco Urbanway (marec 2015)
- Anadolu Isuzu Citiport (marec 2015)
- Iveco Crossway LE (oktober 2014)
- MAN Lion's City Hybrid (september 2013)
- MAN Lion's City CNG (april 2012)
- MAN Lion's City M (december 2011)
- Automet Iveco Daily 70C18 (junij 2011)
- Mercedes-Benz Citaro G BlueTec Hybrid (20. - 25. oktober 2010)
- Irisbus Iveco Citelis 12m CNG, ZET #793 (22. - 25. marec 2010) [4]
- MAN Lion's City Hybrid (21. december 2009 - 8. januar 2010) [5]
- Solaris Urbino 18 Hybrid (16. - 17. junij 2009)
- Van Hool AG300 Hyb, De Lijn #5358 (13. junij 2009)
- Van Hool A300 Hyb, Connexxion #4883 (13. junij 2009)
- King Long XMQ6121G EU (julij 2008)
- Mercedes-Benz Sprinter LF (16. - 22. september 2004)
- Mercedes-Benz Citaro (O 530)
- MAN NM 223 (A76), I&I Koper (sedaj Arriva) (16. - 22. september 2002–2004)
- TAM 260 A 180 M (1990) – vključen, toda kasneje prodan Certusu Maribor (sedaj Arriva)
- MAN SGG 280H (9. - 11. oktober 1985)
- IKARUS IK-160 (junij 1982)
- Mercedes-Benz O 305 (januar 1975)
- Mercedes-Benz O 317K (13. - 18. december 1967)
- Alfa Romeo 1000 (6. oktober 1960)

### Nekdanji avtobusi (WIP)
- MB O 317
1969–1991
- MAN SÜ 220 (Avtomontaža)
1980–2012: 100–127 (po 1991)
- MAN SÜ 220 (Avtomontaža)
PPP 1992–2008: 501–503
MPP 2008–2010: 101–103
- Fap Sanos S-115
1990–2011: 150–152
- MAN SG 220 (Avtomontaža)
1980–2016: 200–330 (po 1991)
- MAN SL 202
1992–2011: EKO (plinski), 130 (diesel, od 2000);
letnik 1988, prvi avtobus s fotodizajnom v LPP
- TAM 260A116M
1992–2011: 190–199
(199 prototip z ročnim menjalnikom)
- MAN SG 240 (Avtomontaža)
1991–2010: 350 (prototip)
1994–2016: 351–364
1994–2011: 671, 672 (PPP, na sliki)
- MAN NL 232 CNG (A15)
1995–2011: MAJ (plinski), 131 (diesel, od 2000)
- MAN NL 202(2)
1993–2016: 147–149
- Mercedes-Benz O 405 N2 (Avtomontaža)
1997–2016: 153, 154 1999–2019: 155–161
- MAN NL 222
2000–2019: 132–136
- Irisbus IVECO CityClass 491
2004–2019: 185–189
- Mercedes-Benz O 405 GN2 (Avtomontaža)
1998–2023: 205–207

MAN:
MAN SG 220 (Avtomontaža):
- 1987–2010: 290–303, 305–307, 309–311, 313, 315–320
- 1987–2011: 314
- 1987–2014: 304 (julij), 308 (december), 312 (september)
- 1991–2014: 323 (julij), 328, 329 (december)
- 1991–2016: 330 (marec), 322, 325, 326 (april), 321, 324, 327 (maj; 327 ohranjen v depoju TMS-ja)

MAN SG 240 (Avtomontaža):
- 1991–2011: 350 (prototip; predelan v party bus)
- 1994–2013: 354
- 1994–2014: 360 (julij)
- 1994–2015: 361, 363
- 1994–2016: 351 (marec), 352, 353, 355–359, 362, 364 (maj)

MAN NL 202(2):
- 1993–2013: 148 (doniran(?) mariborskemu Marpromu)
- 1993–2016: 149 (maj)

MAN NL 222:
- 2000–2019: 132–136 (132 predelan v mobilni mladinski center Ljuba in Drago (Mladi zmaji))

MAN NG 312:
- 1996–2010: 377 (februar; zagorel motor)
- 1996–2014: 371–376 (julij)
- 1996–2016: 370, 378–380, 383 (maj)
- 1997–2016: 384 (december)
- 1998–2016: 395, 398 (julij), 404 (december)
- 1998–2017: 407 (avgust)
- 1998–2018: 403
- 2000–2019: 415
- 1998–2020: 397
- 1998–2021: 401 (predelan v skupnostni center Borc (Mladi zmaji), stoji ob Cesti španskih borcev v Zgornjem Kašlju)
- 1997–2022: 387, 390
- 1996–2023: 381
- 1996–2024: 382 (september)

MAN NG 313:
- 2003–2018: 429 (julij)
- 2003–2020: 431
- 2003–2023: 423

Mercedes-Benz:
Mercedes-Benz O 405 N2 (Avtomontaža):
- 1997–2011: 153
- 1997–2016: 154 (junij)
- 1999–2016: 156, 160 (maj), 159 (december)
- 1999–2017: 157 (avgust)
- 1999–2019: 155, 158, 161

Mercedes-Benz O 405 GN2 (Avtomontaža):
- 1998–2016: 205 (maj), 207 (junij)
- 1998–2023: 206

Mercedes-Benz O 405 GN2:
- 1997–2022: 202–204

Mercedes-Benz Citaro FL (O 530):
- 2007–2020(?): 163

Kutsenits:
Hydra City II/III Hybrid:
- 2010–2017: 063 (januar; zagorel)
- 2010–2018: 061, 062, 064, 065 (avgust)

Feniksbus:
FBI 83 M:
- 2015–2018: 070 (junij; zagorel)[6]

Irisbus IVECO:
CityClass (491E)
- 2004–2019: 185–189 (186 in 187 preurejena v učilnici v Zavetišču za zapuščene živali Ljubljana na Gmajnicah)

TAM:
TAM 260 A 116 M
- 1992–2008: 199 (prototip)
- 1992–2010: 193 (prvi avtobus s klimo v mestnem prometu, dodatno vgrajena 1999)
- 1992–2011: 191, 192, 194–198 (196 razstavljen v Tehniškem muzeju Slovenije v Bistri pri Vrhniki)

## Medkrajevni potniški promet
Sistem linij medkrajevnega prometa se je gradil postopoma, skladno s širjenjem mesta in s tendencami policentričnega razvoja ljubljanske regije. Mreža linij je izrazito radialna, linije potekajo iz zunanjih naselij do središča mesta, na območju zunaj mesta pa je tudi nekaj lokalnih linij, ki povezujejo okoliške kraje (lokalne linije na področju Vrhnike in Grosuplja).
Konfiguracija terena, kjer potekajo linije, je zelo raznolika. Precejšen del linij se zaključuje na hribovitih območjih ljubljanske kotline, 25 kilometrov linij je še vedno makadamskih. Prevoz na 35 rednih linijah, katerih skupna trenutna dolžina znaša 770 kilometrov, poteka po objavljenem voznem redu. V sklopu medkrajevnega potniškega prometa se izvajajo tudi redni pogodbeni šolski prevozi otrok v šolo, ki so prilagojeni šolskemu pouku na posameznih področjih.

## Plačilni sistem
Od uvedbe tramvajskega prometa so bili v prodaji vozni listki (vozovnice) za eno vožnjo. Ti so ostali v uporabi vse do konca leta 1974, ko so posodobili plačilni sistem. Tedaj so bili uvedeni žetoni in različne mesečne vozovnice, sočasno so tudi spremenili način vstopanja v vozilo. Vstopanje je bilo do tedaj le pri zadnjih vratih, kjer je bil sprevodnik, pri prvih vratih pa so smeli vstopati le potniki z mesečnimi vozovnicami. Z ukinitvijo delovnega mesta sprevodnik 13. oktobra 1973, sprva le v enojnih mestnih avtobusih, kasneje tudi v zglobnikih, je bilo vstopanje dovoljeno le še pri prvih vratih, kjer je plačevanje nadziral voznik. Sprva so bili žetoni papirnati, najbolj prepoznavni so bili kovinski žetoni z luknjo, vmes so jih nadomestili plastični žetoni različnih barv in oblik. Jeseni leta 1981 je bilo na progi št. 20 Reboljeva – Bavarski dvor poskusno uvedeno polavtomatsko plačevanje voznine, ki naj bi postopoma nadomestilo žetone. Ponujene so bile predplačilne vozovnice za deset voženj. Potniki z njimi so lahko ponovno vstopali tudi pri zadnjih vratih, pri sprednjih pa poleg njih tudi potniki z gotovino ali žetoni. V avtobusih sta bila nameščena avtomata, ki sta odštevala število voženj, preizkus delovanja so preverjali kontrolorji. Tak način plačevanja voznine se ni obnesel. Žetoni so bili po tem dokončno ukinjeni šele 1. januarja 2010, plačevanje z gotovino pa z 10. majem 2010. Po tem datumu je bilo plačilo možno le s plačilno kartico Urbana in Moneto (plačilo preko mobilnega telefona). Avgusta 2022 je LPP začel nameščati nove validatorje na katerih je od konca novembra 2023 možno tudi plačevanje z bančno kartico (Visa in Mastercard), ki so zamenjali dotrajane prvotne validatorje (v uporabi od avgusta 2009).

### Urbana
Enotna mestna kartica Urbana je plačilno sredstvo, ki omogoča plačilo storitev Mestne knjižnice Ljubljana, plačilo parkirnine na parkiriščih v upravljanju JP LPT, plačilo vožnje z mestno vzpenjačo na Ljubljanski grad in nenazadnje plačilo vožnje z mestnim avtobusom. Urbano je mogoče kupiti v posebnih avtomatih, imenovanih urbanomati, v potniških centrih LPP, na Avtobusni postaji Ljubljana, v turistično-informacijskem centru (TIC) ter nekaterih bencinskih črpalkah, trgovinah in  trafikah.
Mestna občina Ljubljana je za izvedbo novega sistema izbrala zagorsko podjetje Ultra. Sistem je prestal trimesečno preizkusno obdobje, v tem času je sistem plačila vožnje z mestnim avtobusom vestno preizkušalo 1500 ljudi, med drugimi zaposleni v Mestni občini Ljubljana, v podjetju LPP ter ljubljanski osnovnošolci. 15. avgusta 2009 je bila kartica Urbana že naprodaj, s 1. septembrom 2009 pa so bile kot prve zamenjane stare šolske mesečne vozovnice. S 1. januarjem 2010 je Urbana dokončno nadomestila tudi plačevanje z žetoni na avtobusih. S 1. avgustom 2013 je Urbana postala plačilno sredstvo tudi na medkrajevnih linijah, ki obratujejo v sklopu LPP.
V ceno enkratne vozovnice je vključena 90-minutna možnost neomejenih prestopanj znotraj izbranih območij (ne velja za plačilo z Moneto in bančno kartico).
Obstaja tudi več mesečnih vozovnic v različnih kategorijah.
| vrsta vozovnice        | tarifa za (cena v €) | tarifa za (cena v €) | tarifa za (cena v €) |
| vrsta vozovnice        | 1 območje            | 2 območji            | 3 območja            |
| ---------------------- | -------------------- | -------------------- | -------------------- |
| enkratna               | 1,30                 | 1,75                 | 2,70                 |
| šolska mesečna         | 20                   | 25* (34)             | 25* (51)             |
| splošna mesečna        | 37                   | 49                   | 63                   |
| splošna za brezposelne | 17                   | -                    | -                    |
| prenosna mesečna       | 42,50                | -                    | -                    |
| prenosna letna         | 420                  | -                    | -                    |
| splošna letna          | 365                  | 490                  | 630                  |
| upokojenska**          | brezplačna           | brezplačna           | brezplačna           |

Opomba:
- * – pomeni državno subvencionirano ceno pri razdalji nad dva kilometra od kraja prebivališča do kraja izobraževanja.
- ** – vozovnice za upokojence oz. osebe starejše od 65 let so od oktobra 2021 brezplačne.

### Shema območij
- Shema območij